# Tsybin NM-1
Il Tsybin NM-1 (in cirillico Цыбин НМ-1) era il banco-prova volante in scala reale del ricognitore ad altissime prestazioni Tsybin RSR. Sviluppato dall'OKB-256 di Pavel Vladimirovič Cybin parallelamente all'RSR, volò la prima volta nel 1959. Si trattò dell'unico aereo del programma ad essere portato in volo. I risultati ottenuti con le valutazioni sull'NM-1 imposero ai progettisti una revisione dell'RSR. La nuova versione di questo, che avrebbe dovuto essere quella definitiva, prese il nome di Tsybin R-020.

## Storia

### Sviluppo
La specifica per un ricognitore ad altissime prestazioni che fosse in grado di atterrare e decollare da aeroporti convenzionali venne emessa il 31 agosto 1956. Si trattava, in pratica, di superare in qualche modo tutti quei problemi di ingombro e flessibilità operativa che avrebbero potenzialmente potuto caratterizzare il Tsybin 2RS. Quindi, Cybin iniziò a lavorare sullo Tsybin RSR, il cui progetto venne presentato il 26 giugno 1957. Tuttavia, nell'autunno dell'anno precedente, vennero finanziati lo sviluppo e la costruzione di un singolo aereo da utilizzare come banco prova volante in scala reale dell'RSR. Questo prese il nome di NM-1 (cirillico: натурная модель, traslitterato Naturnaja Model', ovvero modello naturale. Per estensione, modello in scala reale). Tale prototipo venne completato nel 1958. Il 1º ottobre, il collaudatore Amet-Khan Sultan iniziò i test di rullaggio a terra, ed il 7 aprile 1959 effettuò il primo volo. Il ruolo di aereo di scorta era ricoperto da uno Yakovlev Yak-25. Il decollo avvenne con alcune difficoltà, che furono facilmente superate dal collaudatore. Il velivolo percorse i suoi primi chilometri in aria su un circuito di 1.500 metri alla velocità di 500 km/h. Vennero effettuati un totale di 32 voli, ed in questi Sultan si alternò ai comandi con Radii Zakharov.
I risultati ottenuti imposero ai tecnici alcune modifiche al progetto dell'RSR, che prese quindi il nome di R-020. Tuttavia, gli esperimenti sull'NM-1 mostrarono che la concezione di base dell'RSR era soddisfacente.

## Descrizione tecnica
L'NM-1 era molto simile all'RSR. La cellula era praticamente la stessa, anche se era notevolmente più semplificata. I pesi erano inferiori, e per i motori si ricorse ai collaudati Tumanskij AM-5, caratterizzati da una spinta di 2.000 kgf l'uno. I motori erano sistemati in due navicelle, poste alle estremità alari.
Il pilota aveva il seggiolino eiettabile, e l'abitacolo era ricoperto da una piccola calotta, di tipo provvisorio. Quella definitiva, infatti, la RS-4/01 dell'RSR, non venne mai installata.
Il carrello di atterraggio era composto da tre pattini e da un ruotino fisso. Uno di questi pattini, retrattile idraulicamente ed a molle, era sistemato in un lungo contenitore montato sotto la fusoliera, nella linea di simmetria del velivolo. Sulla stessa linea, ma sotto la coda, vi era il ruotino. Gli altri due pattini erano invece incernierati sotto le navicelle dei motori, ed erano estendibili con sistema idraulico. Il decollo avveniva con l'ausilio di un carrello sganciabile a due ruote che veniva montato sotto il pattino principale.
Come nei modelli da cui derivava, anche l'NM-1 era provvisto di un paracadute di arresto, che veniva alloggiato in un'apertura sotto la sezione a cono della coda.
I 1.200 kg di carburante erano contenuti in due serbatoi all'interno della fusoliera. Sempre nella fusoliera, vi erano ulteriori due serbatoi: uno per il fluido idraulico e l'altro per l'acqua. Quest'ultimo era situato nella parte anteriore dell'aeromobile, ed aveva la funzione di mantenere il centro di gravità del velivolo al 25,5% della corda alare aerodinamica principale.
Successivamente ai test a terra, dietro suggerimento del TsAGI, vennero aggiunte delle piccole superfici alari esterne ai motori.
In generale, l'NM-1 risultò avere delle eccellenti qualità di volo, tanto che decollo, avvicinamento ed atterraggio furono considerati più semplici che con un MiG o un Sukhoi. Tuttavia, risultavano alcuni problemi di stabilità per il rollio.